# Association européenne de libre-échange
L'Association européenne de libre-échange (AELE) est une association d'États visant à établir une zone de libre-échange en Europe. Formée en 1960, elle s'est plusieurs fois élargie jusqu'en 1991, mais a progressivement perdu des membres en 1973, 1986 et 1995 lorsque ceux-ci ont intégré l'Union européenne.
Elle est actuellement constituée de la Suisse, de la Norvège, de l'Islande et du Liechtenstein.

## Membres actuels
L'accord de l'Espace économique européen — entré en vigueur en 1994 — est venu approfondir les relations entre certains États de l'AELE (Islande, Liechtenstein et Norvège) et l'Union européenne (UE). La Suisse, après avoir participé aux négociations et signé l'accord, ne l'a pas ratifié, à la suite d'un refus exprimé par le peuple lors d'un référendum. Toutefois, depuis, la Suisse a conclu des accords bilatéraux avec l'UE en dehors des mécanismes de l'Espace économique européen (EEE).
| Pays          | Date d'adhésion  | Population (2022) | Superficie (km2) | Capitale  | PIB en milliards $ (PPA) | PIB par habitant en $ (PPA) |
| ------------- | ---------------- | ----------------- | ---------------- | --------- | ------------------------ | --------------------------- |
| Islande       | 1er janvier 1970 | 370 335           | 103 000          | Reykjavik | 26,155                   | 66 500                      |
| Liechtenstein | 1er janvier 1991 | 39 039            | 160,4            | Vaduz     | 4,978                    | 139 100                     |
| Norvège       | 3 mai 1960       | 5 403 021         | 385 155          | Oslo      | 499,528                  | 90 500                      |
| Suisse        | 3 mai 1960       | 8 691 406         | 41 285           | Berne     | 733,779                  | 82 900                      |

## Histoire
- États membres de l'AELE :

États membres de l'AELE :
Islande
• Liechtenstein
• Norvège
• Suisse
Anciens états membres de l'AELE
États membres de l'UE
Autres

À l'initiative du Royaume-Uni, la convention de Stockholm, signée par les ministres des Affaires étrangères britannique, norvégien, danois, suisse, portugais, suédois et autrichien, le 4 janvier 1960, a donné naissance à l'Association européenne de libre-échange.
Elle avait pour objectif de créer une zone de libre-échange entre les pays d'Europe non membres de la Communauté économique européenne (CEE) et de contrebalancer celle-ci en regroupant les États qui ne souhaitaient pas entrer dans la CEE. Le but était de créer une zone de libre-échange, alors que la CEE se fondait sur une union douanière et un marché commun, ainsi que des politiques communes (agriculture, transports, etc), avec un objectif d'approfondissement progressif.
Toutefois, par la mise en place de l'AELE, le Royaume-Uni espérait surtout pouvoir établir une grande zone de libre-échange avec la CEE. Face à l'échec d'un tel projet, le Royaume-Uni finira par poser sa candidature à la CEE en août 1961, laquelle fut refusée par la France.
| Pays          | Entrée | Sortie | Note                                  |
| ------------- | ------ | ------ | ------------------------------------- |
| Royaume-Uni   | 1960   | 1973   | Premier élargissement de la CEE       |
| Danemark      | 1960   | 1973   | Premier élargissement de la CEE       |
| Norvège       | 1960   |        | Membre de l'EEE                       |
| Suisse        | 1960   |        | Accord commercial bilatéral avec l'UE |
| Portugal      | 1960   | 1986   | Troisième élargissement de la CEE     |
| Autriche      | 1960   | 1995   | Quatrième élargissement de l’UE       |
| Suède         | 1960   | 1995   | Quatrième élargissement de l'UE       |
| Islande       | 1970   |        | Membre de l'EEE                       |
| Finlande      | 1986   | 1995   | Quatrième élargissement de l'UE       |
| Liechtenstein | 1991   |        | Membre de l'EEE                       |

Trois pays de l'AELE (l'Islande, le Liechtenstein et la Norvège) et l'Union européenne ont constitué l'Espace économique européen en 1994. La Suisse était aussi partie à l'accord, mais les citoyens et les cantons suisses ont refusé cette adhésion par référendum le 6 décembre 1992, par 50,3 % des voix et 16 cantons sur 23. La Suisse a alors cherché à régler ses rapports avec l'UE par des traités bilatéraux.
L'Islande, la Norvège et la Suisse ont été également candidates à l'adhésion à l'Union européenne, mais elles y ont ensuite renoncé. Cela s'explique par de nombreux facteurs, différents selon les pays. On peut mentionner des facteurs économiques, comme la volonté de garder le contrôle sur la politique en matière de pêche, qui présente une grande importance économique et politique pour l'Islande et la Norvège, et celle de conserver les subventions pour l'agriculture de montagne en Suisse. Il y a également des facteurs plus politiques, comme la volonté de conserver une indépendance fraîchement conquise pour la Norvège (indépendante de la Suède depuis 1905), et une tradition d'indépendance et de neutralité pour la Suisse.
La Norvège et l'Islande ont intégré l'espace Schengen en 2001, la Suisse en 2008 et le Liechtenstein en 2011.

## Objectifs et institutions

### Objectifs initiaux
Les objectifs initiaux de l'AELE sont relativement simples ; il s'agit de faire concurrence au projet de la CEE, créée en 1957. De ce point de vue, le Royaume-Uni a une position cohérente car peu de temps avant, il avait refusé la création d'une assemblée parlementaire au sein du Conseil de l'Europe.
Le premier objectif de l'AELE est de libéraliser le commerce des produits originaires des États membres. L'AELE est donc initialement conçue comme une organisation purement économique et intergouvernementale. Il s'agit d'instaurer une organisation de coopération dans laquelle les États membres conservent leur souveraineté sans aucun transfert de compétences. Apparaît une zone de libre échange (ZLE) pour les produits industriels fondée sur le modèle du libéralisme politique et économique et caractérisée par l'abolition des droits de douane entre les États membres.
À la différence de la CEE, l'AELE n'est pas une union douanière : les droits de douane appliqués par les membres de l'AELE aux pays tiers peuvent être différents d'un État membre à l'autre.

### Institutions

#### Conseil
Le Conseil est composé des représentants des États membres de l'association ; il peut adopter des recommandations et des décisions. Toute décision du Conseil doit être adoptée à l'unanimité.
Conjointement, le Conseil crée des comités permanents et des groupes de travail pour l'assister dans son travail décisionnel.

#### Secrétariat
Le Secrétariat a des locaux à Genève, Bruxelles et Luxembourg.
Dans ses locaux à Genève, le Secrétariat de l'AELE est au service du Conseil de l'AELE et de ses organes subsidiaires chargés de l'application de la convention de l'AELE et des accords commerciaux conclus avec d'autres pays.
À Bruxelles, le Secrétariat de l'AELE est au service du comité permanent de l'AELE et de ses organes subsidiaires — le Comité commun de l'Espace économique européen (EEE) et le Conseil de l'EEE — pour l'application de l'accord sur l'EEE, qui étend le Marché intérieur de l'Union européenne à l'Islande, au Liechtenstein et à la Norvège.
À Luxembourg, le Secrétariat est chargé de la coopération dans le domaine de la statistique, sur la base de l'accord sur l'EEE, et des programmes de coopération technique.
Enfin, le Secrétariat de l'AELE assiste les comités parlementaires et consultatifs de l'AELE dans la poursuite de leurs missions.
Liste des secrétaires généraux :
- 1960-1965 : Frank E. Figgures (R-U)
- 1965-1972 : John Coulson (R-U)
- 1972-1975 : Bengt Rabaeus (Suède)
- 1976-1981 : Charles Müller (Suisse)
- 1981-1988 : Per Kleppe (Norvège)
- 1988-1994 : Georg Reisch (Autriche)
- 1994-2000 : Kjartan Jóhannsson (Islande)
- 2000-2006 : William Rossier (Suisse)
- 2006-2012 : Kåre Bryn (Norvège)
- 2012-2018 : Kristinn F. Árnason (Islande)
- Depuis 2018 : Henri Gétaz (Suisse)

#### Autorité de surveillance
Elle veille à ce que l'Islande, le Liechtenstein et la Norvège respectent leurs obligations résultant de l'accord sur l'Espace économique européen et que les entreprises respectent les règles de concurrence. L'Autorité peut mener des enquêtes pour infraction soit de sa propre initiative, soit sur la base d'une plainte.

#### Cour
La Cour est composée d'un juge par État de l'AELE adhérant à l'Espace économique européen et d'un greffier, responsable de l'administration de la Cour et de certains actes de procédure.
Elle exerce un contrôle juridictionnel sur l'application de l'accord qui a institué l'Espace économique européen et elle exerce sa juridiction sur les États membres de l'AELE adhérant à cet accord. La Cour est essentiellement compétente pour :
- examiner les actions en infraction qui lui sont soumises par l'Autorité de surveillance de l'AELE contre les États membres de celle-ci ;
- pour le règlement des différends d'ordre commercial entre États membres de l'AELE ;
- pour examiner en appel les décisions prises par l'Autorité de Surveillance de l'AELE ;
- pour donner des avis consultatifs aux juridictions des États membres de l'AELE quant à l'interprétation des règles régissant l'AELE.

## Libre-échange avec des pays tiers

Carte des accords économiques entre l'AELE et des pays ou organisations tiers en octobre 2017 :
AELE
Accord de libre-échange
Accord de libre-échange en cours de négociation
Espace économique européen
Déclaration de coopération commune

L'AELE a établi divers accords :

### Accords de libre-échange
- Albanie (2009)
- Bosnie-Herzégovine (2013)
- Canada (2008)
- Chili (2003)
- Colombie (2008)
- Conseil de coopération du Golfe (2009)
- Corée du Sud (2005)
- Costa Rica (2013)
- Égypte (2007)
- Équateur (2018)
- Géorgie (2016)
- Guatemala (2015)
- Hong Kong (2011)
- Inde (2024)
- Indonésie (2018)
- Israël (1992)
- Jordanie (2001)
- Kosovo (2024)
- Liban (2004)
- Macédoine du Nord (2000)
- Maroc (1996)
- Mexique (2000)
- Moldavie (2023)
- Monténégro (2011)
- Autorité palestinienne (1998)
- Panama (2013)
- Pérou (2010)
- Philippines (2016)
- SACU (2006)
- Serbie (2009)
- Singapour (2002)
- Thaïlande (2024)
- Tunisie (2004)
- Turquie (1991)
- Ukraine (2012)

### Accords avec l'Union européenne
- Espace économique européen qui regroupe l'Islande, le Liechtenstein, la Norvège et l'Union européenne.
- Accords entre la Suisse et l'Union européenne.

### Négociations en cours d'accords de libre-échange
- Algérie (2002)
- EEU (2013)
- Honduras (2013)
- Malaisie (2012)
- Mercosur (2000)
- Viêt Nam (2011)

### Déclarations de coopération commune
- Birmanie (2013)
- Maurice (2009)
- Moldavie (2017)
- Mongolie (2012)
- Nigeria (2017)
- Pakistan (2012)

### Accords de libre-échange existants avec un seul membre de l'AELE
- Chine (Suisse, 2014)
- Îles Féroé (Suisse, 1995)
- Japon (Suisse, 2009)
- Royaume-Uni (Islande, Liechtenstein, Norvège, Suisse, 2021)